# Skægflagermus
Skægflagermusen (Myotis mystacinus) er en flagermus i familien barnæser. Det er en af Europas mindste flagermusarter. I Danmark kendes den kun fra Bornholm. Navnet skyldes nogle lange hår og børster på siden af snuden, hvilket den dog har til fælles med andre arter i Myotis-slægten.

## Udseende og kendetegn
Den ligner Brandts flagermus og kan kun adskilles på, at de to forreste forkindtænder i hver side af underkæben er meget uens af størrelse og for hannens vedkommende på, at penisen ikke er fortykket i spidsen. Vingefanget er op til 25 centimeter, kropslængden mellem 4 og 5 centimeter og vægten op til 14 gram. Fra de andre danske Myotis-arter kendes skægflagermusen og Brandts flagermus på den mindre størrelse, de meget mørke ører og flyvehud, den mørkere underside samt på, at vingeflyvehuden når helt ud til tåbasis.

## Levevis
Skægflagermusen begynder at jage senest i skumringen og fortsætter størstedelen af natten. Den har under jagten en stereotyp flugt, der foregår i et begrænset område, idet den ligesom Brandts flagermus f.eks. flyver frem og tilbage langs det samme hegn eller flyver i cirkler i en lysning mellem træerne i længere tid. Føden består af myg, natsommerfugle og biller. Den jager ofte de samme steder som dværgflagermus og har dagopholdssteder på lignende steder som denne. Overvintringen foregår i kældre og kalkgruber, måske også i hule træer og på kølige lofter.

## Udbredelse
Skægflagermusen er udbredt i Europa fra Irland og den nordlige del af den Iberiske Halvø til Østeuropa. I Skandinavien findes den op til 64. nordlige breddekreds. Den findes også i Marokko. Udbredelsen mod øst gennem Asien er endnu ikke klarlagt.
I Danmark findes den kun på Bornholm, hvor den er relativt almindelig.